# François De Kinder
François De Kinder (Antwerpen, 13 november 1897 - gefusilleerd bij Verdun, 31 augustus 1944) of Dekinder was een Belgisch advocaat, lid van de inlichtingendiensten binnen het verzet tijdens de Tweede Wereldoorlog. Hij was een schoonbroer van eerste minister Hubert Pierlot.

## Levensloop
François De Kinder was een zoon van Ernest Dekinder en Marie-Caroline Jacobs. Hij nam als vrijwilliger deel aan de Eerste Wereldoorlog. Na de oorlog promoveerde hij tot doctor in de rechten en vestigde zich als advocaat en als bestuurder van vennootschappen. Hij trouwde in 1929 met Cecile de Brouwer (1910-1999).
In 1940 werd hij voor de Belgische regering in Londen, vanwege zijn nauwe banden met eerste minister Pierlot (getrouwd met zijn zus, Marie-Louise Dekinder, 1894-1980), een van de meest vertrouwde informanten over de toestand in België. Toen in juli 1942 zijn activiteiten aan het hoofd van een verzetsgroep ontdekt werden en hij op het punt stond te worden gearresteerd, kon hij, via Frankrijk, Spanje en Portugal, de vlucht naar Londen nemen. Hij werd er werkzaam in de studiedienst van de Belgische geheime dienst.
In december 1943 werd hij met een bijzondere zending belast, namelijk een poging te ondernemen tot het herstellen van de relaties tussen de regering in ballingschap en koning Leopold III. De omstandige brief die door de regering aan de vorst werd gericht, in het vooruitzicht van de nakende bevrijding van het land, werd aan De Kinder toevertrouwd, die per vliegtuig naar Frankrijk werd gebracht. Aangezien hij geen vertrouwen had in de onmiddellijke medewerkers van de koning, overhandigde hij de brief aan kardinaal Jozef Van Roey, die hem verzekerde dat hij die persoonlijk aan de koning zou overhandigen. Langs dezelfde weg kwam op 11 januari 1944 het antwoord, dat negatief was en dat definitief de breuk bezegelde tussen de koning en zijn regering.
Zodra zijn opdracht vervuld was, reisde De Kinder naar Frankrijk, met de bedoeling opnieuw naar Engeland te vertrekken. De regeling om per vliegtuig te worden opgehaald sleepte aan en ondertussen verrichtte de Gestapo allerhande aanhoudingen die hen op het spoor van De Kinder bracht. Hij werd op 20 april 1944 door de nazi's gearresteerd en op 30 augustus werd hij, samen met vijftien Franse verzetslui, tijdens een evacuatie van gevangenen naar Duitsland, in het Fort van Tavannes bij Verdun gefusilleerd.
Hij werd na de oorlog in Antwerpen op het Schoonselhof begraven. Hij wordt ook herdacht op het monument ter ere van de gefusilleerden in het Fort van Tavannes.
Zijn weduwe Cecile de Brouwer hertrouwde in 1948 met de verzetsheld Jean del Marmol, van wie de eerste echtgenote, Mary Lippens, in het concentratiekamp Belzig was omgekomen.

## Publicatie
- (samen met Charles De Visscher & André De Staercke) La Vraie Belgique, 1941.

## Voetnoot
1. ↑  schoonselhof.be. Gearchiveerd op 2 april 2023.